# Mystery Road
Pour la série télévisée, voir Mystery Road (série télévisée).
Série
Goldstone
(2016)
Pour plus de détails, voir Fiche technique et Distribution.
Mystery Road est un film policier australien,  écrit et réalisé par Ivan Sen, sorti en 2013.

## Synopsis
Près de la ville rurale de Winton, dans le Queensland, un chauffeur de camion trouve le corps d'une fille autochtone nommée Julie Mason à l'intérieur d'un des ponceaux de drainage sous la route. Le détective aborigène nouvellement promu Jay Swan, récemment revenu d'une formation à la ville, enquête sur le meurtre. Il apprend que Julie échangeait des relations sexuelles avec des camionneurs contre de l'argent. Il tente d'interroger une autre fille autochtone locale, Tarni Williams, qui était amie avec Julie, mais elle refuse de lui parler. Un garçon donne le téléphone de Julie, qui contient plusieurs SMS à la fille de Jay, Crystal. Il rend visite à son ex-femme, Mary, et parle à Crystal. Jay fouille une ferme près de l'endroit où le corps de Julie a été retrouvé et rencontre son propriétaire, Sam Bailey. Jay découvre plus tard qu'une autre fille autochtone avait également disparu plus tôt.
Le matin, Jay se rend à la tour radio où les chauffeurs de camion emmenaient les filles, et Jay observe des inconnus retirer quelque chose d'un camion et le conduire à ce qui semble être un laboratoire de drogue. Alors qu'il s'éloigne, ses collègues de la police, Johnno et l'agent Roberts, le signalent. Johnno tente d'intimider Jay. Jay interroge plus tard son patron sur Johnno et on lui dit que Johnno a eu des problèmes non spécifiés lors de sa précédente affectation et a dû être transféré ici, mais qu'il est sur le point de procéder à de grosses arrestations.
Jay visite le motel où Julie avait l'habitude d'aller coucher avec des camionneurs. Le propriétaire du motel lui parle d'une voiture au nom de William Smith", qui conduit un camion de chasse blanc qui s'y était immatriculé. Il retourne à la ferme de Sam, où il rencontre Pete, qui dit que son père n'est pas là, insulte Jay, refuse de le laisser fouiller son camion et déclare qu'il travaille comme chasseur de kangourous et qu'il est un tireur expert. Jay retourne au poste de police et extrait le casier judiciaire de Pete Bailey, qui est conséquent et il découvre que Pete avait été arrêté pour possession de drogue pour la dernière fois par un autre policier local qui avait récemment été tué au travail. Le dossier d'enquête du policier tué a disparu. Jay rend visite à la veuve du policier décédé, qui lui dit que le policier avait été appelé au travail par un autre policier anonyme la nuit où il a été tué.
Jay suit Johnno quittant le poste de police dans une voiture de police. Johnno change de véhicule et part dans son propre camion de chasse, se rendant à une aire de repos, où il rencontre un trafiquant de drogue local nommé Wayne Silverman. Jay se rend plus tard chez Wayne et l'arrête. Wayne dit à Jay qu'il vend de la drogue aux filles autochtones locales, puis les prostitue lorsqu'elles ne peuvent pas payer. Il dit qu'il avait volé une voiture qui contenait de l'héroïne, mais qu'il a par la suite perdu la drogue. Johnno interrompt l'interrogatoire pour libérer Wayne, qui est son informateur. Jay découvre alors une autre victime de meurtre, Tarni. Il découvre alors que la maison de Mary a été cambriolée et que l'on ne sait pas où se trouve Crystal.
Jay surveille le laboratoire de drogue et voit un gars dans une voiture orange remettre Wayne à quelqu'un dans une Land Rover. Johnno et Jay vont dans un restaurant, où Johnno ignore ses questions, mais déclare qu'il cherche quelque chose qui manque, ce qui implique que sa découverte protégera Crystal. Jay fouille la maison de la victime initiale, Julie, trouvant plusieurs sacs d'héroïne cachés dans le téléviseur. Il appelle Johnno pour organiser leur retour sur une colline au large de Mystery Road.
Lorsqu'il arrive le premier pour le dépôt, Jay charge son fusil de chasse et son pistolet. La voiture orange et un Land Rover arrivent et Jay remet l'héroïne. Jay voit le camion de Pete au loin et Pete utilise son fusil de chasse pour blesser Jay au bras. Une fusillade s'ensuit alors que Jay retourne à sa voiture pour se mettre à l'abri. L'homme qui portait un masque et conduisait la voiture orange est abattu par Johnno, utilisant un fusil de chasse de loin. Jay et Johnno abattent plusieurs hommes. Pete et Johnno échangent des tirs à longue distance et Jay tue tous les autres criminels alors qu'ils tentent de fuir, puis désactive le camion de Pete lorsqu'il tente de s'éloigner. Jay tue Pete, puis repère le cadavre de Johnno et démasque le conducteur de la voiture pour découvrir qu'il est l'agent Roberts. Jay trouve Sam Bailey touché au cou dans la Land Rover, voit des rayures sur la banquette arrière et trouve un collier avec le nom "Julie" dessus.
Jay retourne à Winton et voit Mary et Crystal l'attendre. Il sort de la voiture et les trois se regardent alors que le soleil se couche.

## Fiche technique
- Réalisation : Ivan Sen
- Scénario : Ivan Sen
- Photographie : Ivan Sen
- Montage : Ivan Sen
- Musique : Ivan Sen
- Pays d'origine :  Australie
- Langue originale : anglais
- Genre : thriller policier
- Durée : 121 minutes
- Dates de sortie :
  -  Australie : 15 août 2013

## Distribution
- Aaron Pedersen : Jay Swan
- Hugo Weaving : Johnno
- Ryan Kwanten : Pete Bailey
- Tasma Walton (en) : Mary Swan
- Jack Thompson : Charlie Murray
- Robert Mammone : Robbo
- David Field : Sam Bailey
- Damian Walshe-Howling : Wayne Silverman
- Tricia Whitton : Crystal
- Tony Barry : le sergent
- Bruce Spence : Jim
- Jack Charles : Old Boy, l'oncle de Jay

## Accueil critique
Le film obtient 91 % de critiques positives, avec une note moyenne de 7,4/10 et sur la base de 33 critiques collectées, sur le site Rotten Tomatoes.

## Distinctions
Le film a été récompensé des prix du meilleur film, du meilleur réalisateur et du meilleur acteur par l'Australian Film Critics Association et le Film Critics Circle of Australia. Il a été nommé dans six catégories, dont celle du meilleur film, aux Australian Academy of Cinema and Television Arts Awards mais n'a remporté aucun trophée.

## Produit dérivé
Une suite, Goldstone, sort au cinéma en 2016, toujours réalisée par Ivan Sen. Aaron Pedersen reprend son rôle de Jay Swan.
En 2018 et 2020, deux mini-séries en 6 épisodes réalisées par Rachel Perkins et diffusées sur Arte en 2019 et 2020, avec Aaron Pedersen et Judy Davis, sont dérivées de Mystery Road et de Goldstone. L'action prend place entre les deux films.
En 2022, une nouvelle mini-série en 6 épisodes, nommée Mystery Road: Origin, reprend les personnages de Jay Swan (interprété par Mark Coles Smith) et Mary (interprétée par Tuuli Narkle). Elle est réalisée par Dylan River (en) et diffusée sur Arte en 2024. L'action prend place avant le premier film. Une seconde mini-série avec ces acteurs est annoncée pour 2025.